# Piotr Sabuk
Piotr Sabuk (ur. 10 października 1992 we Wrocławiu) – polski szachista, mistrz międzynarodowy od 2016 roku.

## Kariera szachowa
Sukcesy zaczął odnosić w wieku juniorskim. W 2009 r. zdobył w Chotowej brązowy medal mistrzostw Polski juniorów do 18 lat. W 2005 r. w Koszalinie zdobył srebrny medal drużynowych mistrzostw Polski juniorów, w barwach klubu Miedź Legnica. W 2017 r. w Lublinie zdobył złoty medal Drużynowych Akademickich Mistrzostw Polski, w zespole Uniwersytetu Ekonomicznego w Katowicach. W 2022 r. zadebiutował w finale mistrzostw Polski, rozegranym w Kruszwicy (w turnieju pucharowym zajął dzielone XIII-XVI miejsce).
Odniósł szereg sukcesów w otwartych turniejach międzynarodowych, m.in. w latach: 2010 (dz. II m. w Górze Świętej Anny, dz. I m. w Bogatyni), 2013 (I m. w Żarowie, dz. II m. w Pilznie), 2015 (dz. II m. w Międzyzdrojach, dz. II m. we Lwowie, I m. w Polanicy-Zdroju), 2016 (dz. II m. we Lwowie, dz. I m. w Gorzowie Wielkopolskim), 2017 (dz. I m. w Policach, dz. II m. w Gorzowie Wielkopolskim), 2018 (dz. II m. w Polanicy-Zdroju), 2019 (dz. II m. w Roquetas de Mar) oraz 2020 (II m. w Polanicy-Zdroju).
Normy na tytuł mistrza międzynarodowego wypełnił na turniejach CZE Open 2014 - A - GM open (Pardubice 2014), 31st Voivoda Cup (Legnica 2015) oraz January Lviv Tradition (IM-group) (4th Maksym Yusupov Memorial) (Lwów 2016).
Najwyższy ranking w dotychczasowej karierze – 2420 punktów – osiągnął 1 maja 2022 r.